# Hercostomus radialis
Hercostomus radialis är en tvåvingeart som beskrevs av Stackelberg 1934. Hercostomus radialis ingår i släktet Hercostomus och familjen styltflugor. Inga underarter finns listade i Catalogue of Life.